# Demetrovics Zsolt
Demetrovics Zsolt (Budapest, 1971. november 14. –) klinikai szakpszichológus, addiktológus, kulturális antropológus, egyetemi tanár, a Magyar Tudományos Akadémia levelező tagja; az ELTE Pedagógiai és Pszichológiai Kar (ELTE-PPK) dékánja, Pszichológiai Intézetének igazgatója és a Klinikai Pszichológia és Addiktológia Tanszék vezetője. Témavezető és törzstag az ELTE Pszichológiai Doktori Iskolában.

## Oktatási területei
Korábban: Személyiségpszichológia, Személyiségpatológia, Pszichoterápiás elméletek, Egészségpszichológiai alapkérdések és társadalmi kontextusai; napjainkban Klinikai pszichológia, Klinikai gyakorlat, Személyiségpszichológiai műhelymunka, Addiktológiai alapok, Addiktológiai kutatásmódszertan.

## Kutatási területei
Addiktológia, a szenvedélybetegségek epidemiológiája, az addiktív betegségek személyiségpszichológiai és családdinamikai prediktorai, a drogprevenció és a terápiás intervenciók hatékonyságelemzése. Napjainkban (2011) főként a viselkedési addikciók (játékszenvedély, online játék függőség, internetfüggőség, testedzésfüggőség) terén végez kutatásokat.

## Életpályája
Édesapja Demetrovics János matematikus, egyetemi tanár, az MTA tagja, édesanyja Lantos Katalin szintén matematikus, a matematika tudományok kandidátusa. Általános iskolai és középfokú tanulmányait Budapesten az ELTE Ságvári Endre Gyakorló Gimnáziumában és Általános Iskolájában végezte (1982-1990). Felsőfokú tanulmányokat az ELTE Bölcsészettudományi Kar (ELTE-BTK) kulturális antropológia és pszichológia szakján folytatott (1992-1998), közben 1994-ben a Soros Alapítvány támogatásával öt hónapos ösztöndíjjal az Universiteit van Amsterdam Kulturális Antropológia Tanszékén kulturális antropológiai terepmunkán vett részt. 1999-ben újra az amszterdami egyetemen volt 6 hónapos kutatói ösztöndíjjal, ezúttal a Pszichológia Tanszéken.
Klinikai- és mentálhigiéniai felnőtt szakpszichológus képesítést szerzett a Pécsi Tudományegyetem BTK Pszichológiai Intézetében (2005). Doktori disszertációját személyiség- és egészségpszichológiai témakörből írta, 2006-ban nyerte el a PhD tudományos fokozatot pszichológiai tudományok szakágban. A Semmelweis Egyetemen Klinikai addiktológiai szakpszichológusi képesítést szerzett, az ELTE-n egészségfejlesztő szakpszichológusi képesítést nyert és habilitált (2010).
1998 óta oktat az ELTE BTK, majd ELTE Pedagógiai és Pszichológiai Kar Pszichológiai Intézetében a Személyiség- és Egészségpszichológia Tanszéken, 2002-ben  megalapította és 2010-ig vezette Drogprevenciós és Egészségfejlesztési Programot az ELTE pszichológia szakos hallgatói számára, 2005-ben megalapította és vezette az Addiktológiai Programot tanár szakos hallgatók számára. 2010-ben mindkét program megszűnt. 2006-ban megalakítja és vezeti az Addiktológiai Tanszéki Szakcsoportot, amely 2011-ben Klinikai Pszichológiai és Addiktológia Tanszékké alakul, egyben 2011-től az ELTE PPK Pszichológiai Intézet igazgatója.
Budapest számos felsőoktatási intézményében óraadó főleg addiktológia témakörben, 2010-ben a Károli Gáspár Református Egyetem Pszichológia Karán. Korábban a Budapesti Közgazdaságtudományi Egyetemen szociálpszichológiát (1998), majd addiktológiát és kommunikációt oktatott (2000-2001). Orvosi antropológiát adott elő a Semmelweis Egyetem általános Orvostudományi Karán (1997-2003), közben az ELTE Kulturális Antropológia szakján is (1998).
Tudományos eredményeit magas impakt faktorú nemzetközi folyóiratok fogadják be közlésre, tudományos közleményeinek összesített impakt faktora 79.366 Tudományos közleményeinek száma (1994-2014 közt) nyolcszázötvennégy Húsz PhD hallgatója közül már hárman szereztek PHD fokozatot, három fő a közeli jövőben tervezi megszerezni a PhD fokozatot. 2022-ben a Magyar Tudományos Akadémia levelező tagjává választották.
Külföldi egyetemek kérik fel szakmai előadások tartására: Swiss Institute for the Prevention of Alcohol and Drug Problems (SIPA), Lausanne, Svájc (2009); Babeş-Bolyai Tudományegyetem, Kolozsvár, (2010). Tudományos projektek-, intézmények szervezésében és folyóiratok, könyvek, könyvsorozatok szerkesztésében is kiváló képességekkel rendelkezik.

## Tudományos közleményei és szerkesztései (válogatás)

### Magyar nyelven
- DEMETROVICS Zs. (szerk.). (2000). A szintetikus drogok világa. Diszkódrogok, drogfogyasztók, szubkultúrák. Budapest: Animula Kiadó.
- DEMETROVICS Zs. (2007). A droghasználat funkciói. Budapest: Akadémiai Kiadó.
- DEMETROVICS Zs, Kökönyei Gy, Oláh A (szerk.) (2007) Személyiséglélektantól az egészségpszichológiáig : tanulmányok Kulcsár Zsuzsanna tiszteletére. Budapest: Trefort Kiadó.
- DEMETROVICS Zs. (2007). Drog, család, személyiség. Különböző típusú drogok használatának személyiségpszichológiai és családi háttere. Budapest: L’Harmattan Kiadó.
- DEMETROVICS Zs., Rácz J. (szerk.). (2008). Partik, drogok, ártalomcsökkentés. Kvalitatív kutatások a partiszcénában. Budapest: L'Harmattan Kiadó.
- DEMETROVICS Zs., Paksi B., Dúll A. (szerk.). (2009). Pláza, ifjúság, életmód. Egészséglélektani vizsgálatok a fiatalok körében. Budapest: L'Harmattan Kiadó.
- DEMETROVICS Zs. (szerk.). (2007, 2009, 2010). Az addiktológia alapjai I-IV. Budapest: ELTE Eötvös Kiadó.
- Paksi B., DEMETROVICS Zs., (szerk.). (2011). Drogprevenció és egészségfejlesztés az iskolában. Budapest: L'Harmattan Kiadó.
- Urbán R., DEMETROVICS Zs., Rigó A., Oláh A. (szerk.). (2012). Az egészségpszichológia elmélete és alkalmazása II. Klinikai egészségpszichológia. Budapest: ELTE Eötvös Kiadó.
- DEMETROVICS Zs., Urbán R., Rigó A., Oláh A. (szerk.). (2012). Az egészségpszichológia elmélete és alkalmazása I. Személyiség, egészség, egészségfejlesztés. Budapest: ELTE Eötvös Kiadó
- Beszélgetések a függőségről. A drogok önmagukban nem okoznak függőséget; Demetrovics Zsolt, Máté Gábor, Szummer Csaba, riporter Révai Gábor; Libri, Bp., 2016

### Angol nyelven
- DEMETROVICS, Z., Szeredi, B., & Rózsa, S. (2008). The three-factor model of internet addiction: the development of the Problematic Internet Use Questionnaire. Behavior Research Methods, 40(2), 563-574. [IF: 1,737]
- DEMETROVICS, Z. (2008). Hungary. In G. Meyer, T. Hayer & M. Griffiths (Eds.), Problem Gambling in Europe. Challenges, Prevention, and Interventions (pp. 123–136). New York: Springer.
- DEMETROVICS, Z., Fountain, J., & Kraus, L. (Eds.). (2009). Old and New Policies, Theories, Research Methods and Drug Users Across Europe. Lengerich: Pabst Science Publishers.
- DEMETROVICS, Z. (2010). Opiate addiction: balancing pain and pleasure. In T. Decorte, J. Fountain, & P. McCrystal (Eds.), Pain, pleasure and profit. Lengerich: Pabst Science Publishers.
- Kun, B., & DEMETROVICS, Z. (2010). Emotional intelligence and addictions: a systematic review. Substance Use & Misuse, 45(7-8), 1131-1160.
- Kuntsche E, Kuntsche S, Knibbe R, Simons-Morton B, Farhat T, Hublet A, Bendtsen P, Godeau E, DEMETROVICS Z (2011) Cultural and gender convergence in adolescent drunkenness: evidence from 23 European and North American countries. Archives of Pediatrics & Adolescent Medicine 165:(2) pp. 152–158.[5]
- Schifano F, Albanese A, Fergus S, Stair JL, Deluca P, Corazza O, Davey Z, Corkery J, Siemann H, Scherbaum N, Farre M, Torrens M, DEMETROVICS Z, Ghodse AH Mephedrone (4-methylmethcathinone; 'meow meow'): chemical, pharmacological and clinical issues. Psychopharmacology 214:(3) pp. 593–602. (2011)[6]
- DEMETROVICS, Z., Urbán, R., Nagygyörgy, K., Farkas, J., Zilahy, D., Mervó, B., Reindl, A., Ágoston, C., Kertész, A., & Harmath, E. (2011). Why do you play? The development of the Motives for Online Gaming Questionnaire (MOGQ). Behavior Research Methods, 43(3), 814-825.
- DEMETROVICS, Z., Urbán, R., Nagygyörgy, K., Farkas, J., Griffiths, M. D., Pápay, O., Kökönyei, Gy., Felvinczi, K., & Oláh, A. (2012). The development of the Problematic Online Gaming Questionnaire (POGQ). PLoS ONE 7(5): e36417.
- Kapitány-Fövény, M., Kertész, M., Winstock, A., Deluca, P., Corazza, O., Farkas, J, Zacher, G., Urbán, R., DEMETROVICS, Z. (2013). Substitutional potential of mephedrone: An analysis of the subjective effects. Human Psychopharmacology: Clinical and Experimental, 28(4), 308-316.

## Szakmai folyóiratoknál betöltött tisztségei
- Addictologia Hungarica, változott címén Addiktológia : Addictologia Hungarica szerkesztőbizottság tagja, rovatvezető (2001-)
- Mentálhigiéné és Pszichoszomatika szerkesztőbizottság tagja (2003-)
- Alkalmazott Pszichológia szerkesztőségi tag (2008-)
- European Addiction Research szerkesztőségi tag (2009-)
- Magyar Pszichológiai Szemle szerkesztőségi tag, a klinikai pszichológia rovat vezetője (2009-)
- Journal of Behavioral Addictions c. nemzetközi folyóirat alapító főszerkesztője (2011-)[7]

## Társasági tagság
- Magyarországi ártalomcsökkentők Országos Szakmai Egyesülete (elnökségi tag, 2003-)
- Magyar Addiktológiai Társaság (elnökségi tag, 2003-2006; főtitkár, 2006-)
- Council of Europe Pompidou Group (permanent correspondent, 2006-)
- European Society for Social Drug Research (elnökségi tag, 2008-)
- European Association of Substance Abuse Research (elnökségi tag, 2009-)
- Addiktológiai Szakmai Kollégium (tag 2009-)

## Díjak, elismerések
- Miniszteri Elismerő Oklevél (Ifjúsági és Sportminisztérium, 2001)
- Bolyai János Kutatási ösztöndíj (2008-2011, 2012-2015)
- Nyírő Gyula-díj (2010)
- A Magyar Érdemrend tisztikeresztje (2023)